# Kasama, Ibaraki
Kasama (笠間市 Kasama-shi) là một thành phố thuộc tỉnh Ibaraki, Nhật Bản.